# Кубок Шпенглера 2010
Кубок Шпенглера 2010 — 84-й традиційний турнір Кубок Шпенглера, що проходив у швейцарському місті Давос в період з 26 по 31 грудня 2010 року.
Традиційно окрім господарів хокейного клубу «Давос» та збірної команди Канади, участь в ньому взяли: чеський клуб «Спарта» (Прага), швейцарський клуб «Серветт-Женева», російські «Спартак» (Москва) та переможець турніру (вже вчетверте) СКА (Санкт-Петербург).
За регламентом змагань переможці груп виходять безпосередньо до півфіналу, а команди які зайняли 2-3 місця починають боротьбу з 1/4 фіналу.

## Попередній раунд

### Група «Торріані»
| 26 грудня 2010 15:00 | «Серветт-Женева» | 1 : 3 (1:1, 0:0, 0:2) | СКА (Санкт-Петербург) | Вайлент Арена, Давос Глядачів: 6 432 |

|                                        | Тобіас Штефан Федеріко Тамо | Голкіпери                                                                                               | Максим Соколов Якуб Штепанек | Арбітри: Владімір Балушка Брент Райбер |
| Горан Безіна (Трахслер, Рандеггер) — 7 |                             | 4 — Яшин (Сушинський, Мортенссон) 41 — Яшин (Мортенссон, Сушинський) 58 — Мортенссон (Сушинський, Яшин) |                              | Арбітри: Владімір Балушка Брент Райбер |
| 6 хв.                                  | Вилучення                   | 10 хв.                                                                                                  |                              | Арбітри: Владімір Балушка Брент Райбер |
|                                        |                             | |                              | Арбітри: Владімір Балушка Брент Райбер |

| 27 грудня 2010 15:00 | «Спарта» (Прага) | 3 : 4 (0:0, 2:2, 1:2) | «Серветт-Женева» | Вайлент Арена, Давос Глядачів: 5 782 |

|                                                             | Томаш Попперле | Голкіпери                                                                                            | Тобіас Штефан | Арбітри: Владімір Балушка Крістіан Ебер |
| Курка (Виборни) — 30 Трайлле — 40 Дюбуа (Тон, Кратена) — 42 |                | 34 — Рандеггер (Геннессі) 37 — Фрітше (Безіна, Пак) 44 — Геннессі (Саварі) 46 — Саварі (Салмелайнен) |               | Арбітри: Владімір Балушка Крістіан Ебер |
| 8 хв.                                                       | Вилучення      | 8 хв.                                                                                                |               | Арбітри: Владімір Балушка Крістіан Ебер |
|                                                             |                | |               | Арбітри: Владімір Балушка Крістіан Ебер |

| 28 грудня 2010 15:00 | СКА (Санкт-Петербург) | 4 : 1 (2:1, 1:0, 1:0) | «Спарта» (Прага) | Вайлент Арена, Давос Глядачів: 6 148 |

|                                                                                              | Штепанек  | Голкіпери             | Боймле | Арбітри: Денні Курманн Брент Райбер |
| Мортенссон (Яшин) — 18 Рибін — 18 Клименко (Семенов) — 31 Вейнгандль (Яшин, Сушинський) — 54 |           | 14 — Кафка (Бартанус) |        | Арбітри: Денні Курманн Брент Райбер |
| 18 хв.                                                                                       | Вилучення | 10 хв.                |        | Арбітри: Денні Курманн Брент Райбер |
|                                                                                              |           |                       |        | Арбітри: Денні Курманн Брент Райбер |

| Команда               | 1   | 2   | 3   | В | ВО | ПО | П | ШЗ | ШП | Очк |
| --------------------- | --- | --- | --- | - | -- | -- | - | -- | -- | --- |
| СКА (Санкт-Петербург) | ×   | 3:1 | 4:1 | 2 | 0  | 0  | 0 | 7  | 2  | 6   |
| «Серветт-Женева»      | 1:3 | ×   | 4:3 | 1 | 0  | 0  | 1 | 5  | 6  | 3   |
| «Спарта» (Прага)      | 1:4 | 3:4 | ×   | 0 | 0  | 0  | 2 | 4  | 8  | 0   |

### Група «Каттіні»
| 26 грудня 2010 20:15 | «Давос» | 4 : 2 (2:0, 0:2, 2:0) | «Спартак» (Москва) | Вайлент Арена, Давос Глядачів: 6 432 |

| | Рето Берра/Леонардо Дженоні | Голкіпери                                                              | Яхін | Арбітри: Денні Курманн Крістіан Ебер |
| Аркс (Гуггісберг, Татічек) — 6 Р. Аркс (Татічек) — 10 Сикора (Форстер, Я. Аркс) — 48 Татічек (Гуггісберг, Р. Аркс) — 54 |                             | 27 — Ружичка (Радівоєвич, Желдаков) 32 — Князєв (Рязанов, Лапенков) 32 |      | Арбітри: Денні Курманн Крістіан Ебер |
| 12 хв. | Вилучення                   | 16 хв.                                                                 |      | Арбітри: Денні Курманн Крістіан Ебер |
| |                             |                                                                        |      | Арбітри: Денні Курманн Крістіан Ебер |

| 27 грудня 2010 20:15 | Канада | 6 : 1 (0:0, 3:0, 3:1) | «Спартак» (Москва) | Вайлент Арена, Давос Глядачів: 6 432 |

| | Джеф Друїн-Делор’є | Голкіпери      | Домінік Гашек | Арбітри: Брент Райбер Стефан Рошетт |
| Карія (Мерфі, Квятковські) — 22 Леху (Метрополіт) — 34 Дюпон (Роше) — 35 Ландрі (Квятковські) — 47 Голден (Обен) — 56 Метрополіт — 57 |                    | 56 — М. Юньков |               | Арбітри: Брент Райбер Стефан Рошетт |
| 18 хв. | Вилучення          | 16 хв.         |               | Арбітри: Брент Райбер Стефан Рошетт |
| |                    |                |               | Арбітри: Брент Райбер Стефан Рошетт |

| 28 грудня 2010 20:15 | «Давос» | 3 : 2 (1:0, 2:2, 0:0) | Канада | Вайлент Арена, Давос Глядачів: 6 431 |

|                                                                            | Рето Берра | Голкіпери                           | Джеф Друїн-Делор’є | Арбітри: Владімір Балушка Стефан Рошетт |
| Ріцці (Візер, Р. Аркс) — 2 Татічек (Гуггісберг) — 24 Беднарж (Сикора) — 31 |            | 22 — Леху (МакЛін) 35 — Роше (Леху) |                    | Арбітри: Владімір Балушка Стефан Рошетт |
| 14 хв.                                                                     | Вилучення  | 16 хв.                              |                    | Арбітри: Владімір Балушка Стефан Рошетт |
|                                                                            |            |                                     |                    | Арбітри: Владімір Балушка Стефан Рошетт |

| Команда            | 1   | 2   | 3   | В | ВО | ПО | П | ШЗ | ШП | Очк |
| ------------------ | --- | --- | --- | - | -- | -- | - | -- | -- | --- |
| «Давос»            | ×   | 3:2 | 4:2 | 2 | 0  | 0  | 0 | 7  | 4  | 6   |
| Канада             | 2:3 | ×   | 6:1 | 1 | 0  | 0  | 1 | 8  | 4  | 3   |
| «Спартак» (Москва) | 2:4 | 1:6 | ×   | 0 | 0  | 0  | 2 | 3  | 10 | 0   |

## Фінальний раунд

### 1/4 фіналу
| 29 грудня 2010 15:00 | «Серветт-Женева» | 2 : 0 (2:0, 0:0, 0:0) | «Спартак» (Москва) | Вайлент Арена, Давос Глядачів: 5 355 |

|                                          | Тобіас Штефан | Голкіпери | Домінік Гашек | Арбітри: Крістіан Ебер Стефан Рошетт |
| Фрітше (Томс, Пак) — 11 Пак (Пот’є) — 18 |               |           |               | Арбітри: Крістіан Ебер Стефан Рошетт |
| 16 хв.                                   | Вилучення     | 16 хв.    |               | Арбітри: Крістіан Ебер Стефан Рошетт |
|                                          |               |           |               | Арбітри: Крістіан Ебер Стефан Рошетт |

| 29 грудня 2010 20:15 | Канада | 4 : 3 (ОТ) (1:0, 2:3, 0:0, 1:0) | «Спарта» (Прага) | Вайлент Арена, Давос Глядачів: 5 574 |

| | Джеф Друїн-Делор’є | Голкіпери                                                                                   | Томаш Попперле | Арбітри: Владімір Балушка Брент Райбер |
| Віж’є (Метрополіт, К. Мерфі) — 11 Піттіс (М. Белл) — 22 Б. Белл (Метрополіт, МакЛін) — 32 Дюпон (Корі Мерфі) — 64 |                    | 28 — Петер (Смоленак, Курка) 34 — Петер (Смоленак, Махолда) 37 — Виборни (Ганзлік, Махолда) |                | Арбітри: Владімір Балушка Брент Райбер |
| 8 хв. | Вилучення          | 10 хв.                                                                                      |                | Арбітри: Владімір Балушка Брент Райбер |
| |                    |                                                                                             |                | Арбітри: Владімір Балушка Брент Райбер |

### 1/2 фіналу
| 30 грудня 2010 15:00 | СКА (Санкт-Петербург) | 4 : 3 (ОТ) (0:3, 3:0, 0:0, 1:0) | «Серветт-Женева» | Вайлент Арена, Давос Глядачів: 6 015 |

|                                                           | Соколов Якуб Штепанек | Голкіпери                                              | Тобіас Штефан | Арбітри: Крістіан Ебер Брент Райбер |
| Франссон — 24 Денисов (Бут) — 26 Мортенссон — 36 Бут — 62 |                       | 11 — Пак (Безіна) 14 — Томс (Пак) 18 — Дерунс (Саварі) |               | Арбітри: Крістіан Ебер Брент Райбер |
| 12 хв.                                                    | Вилучення             | 8 хв.                                                  |               | Арбітри: Крістіан Ебер Брент Райбер |
|                                                           |                       |                                                        |               | Арбітри: Крістіан Ебер Брент Райбер |

| 30 грудня 2010 20:15 | «Давос» | 0 : 4 (0:1, 0:2, 0:1) | Канада | Вайлент Арена, Давос Глядачів: 6 432 |

|        | Леонардо Дженоні | Голкіпери                                                                                       | Джеф Друїн-Делор’є | Арбітри: Денні Курманн Стефан Рошетт |
|        |                  | 15 — Голден (Даун) 37 — М. Белл (Метрополіт, Піттіс) 38 — Віж’є 38 — Пеллетьє (Віж’є, Весткотт) |                    | Арбітри: Денні Курманн Стефан Рошетт |
| 10 хв. | Вилучення        | 12 хв.                                                                                          |                    | Арбітри: Денні Курманн Стефан Рошетт |
|        |                  |                                                                                                 |                    | Арбітри: Денні Курманн Стефан Рошетт |

### Фінал
| 31 грудня 2010 12:00 | СКА (Санкт-Петербург) | 4 : 3 (1:0, 2:1, 1:2) | Канада | Вайлент Арена, Давос Глядачів: 6 432 |

| | Якуб Штепанек | Голкіпери                                                          | Джеф Друїн-Делор’є | Арбітри: Владімір Балушка Крістіан Ебер |
| Сушинський — 11 Яшин (Сушинський, Вейнгандль) — 31 Афіногенов (Артюхін, Франссон) — 35 Сушинський — 59 |               | 27 — Дюпон (Метрополіт, Піттіс) 59 — МакЛін (Іггулден) 60 — Голден |                    | Арбітри: Владімір Балушка Крістіан Ебер |
| 12 хв.                                                                                                 | Вилучення     | 12 хв.                                                             |                    | Арбітри: Владімір Балушка Крістіан Ебер |
| |               |                                                                    |                    | Арбітри: Владімір Балушка Крістіан Ебер |

## Найкращий бомбардир за системою гол+пас
Максим Сушинський (СКА) 7 (2+5)

## Команда усіх зірок
- Воротар: Джеф Друїн-Делор’є (Канада)
- Захисники: Горан Безіна («Серветт-Женева») — Тревіс Роше (Канада)
- Нападники: Олексій Яшин (СКА) — Рето вон Аркс («Давос») — Дан Фріче («Серветт-Женева»)